# Haeromys
Haeromys is een geslacht van knaagdieren uit de muizen en ratten van de Oude Wereld (Murinae) dat voorkomt op Borneo, Palawan en Celebes. Het is waarschijnlijk het nauwste verwant aan Chiropodomys, hoewel het karyotype daar niet direct op wijst. Het is een zeer primitief en plesiomorfisch geslacht.
Het geslacht omvat drie soorten (naast een onbeschreven soort uit de bergregenwouden van Midden-Celebes):
- Haeromys margarettae (Borneo, slechts twee exemplaren bekend)
- Haeromys minahassae (Celebes)
- Haeromys pusillus (Borneo, Palawan en Calauit)

Waarschijnlijk bestaat er een geografische onderverdeling in het geslacht: de twee soorten uit Borneo en de twee uit Celebes zijn beide nauwer aan elkaar verwant dan aan de andere soorten. De nog onbeschreven H. sp. uit Celebes komt voor in bergregenwoud, terwijl H. minahassae in laaglandregenwoud leeft. Alle soorten zijn zeldzaam, vooral de twee uit Borneo.